# Elena Köpke
Elena Köpke (Geburtsname Elena Lewuschkina; FIDE-Schreibweise Elena Levushkina, russisch Елена Сергеевна Лёвушкина; * 27. Februar 1984 in Taschkent, Usbekische SSR) ist eine deutsche Schachspielerin usbekischer Herkunft.

## Leben
Das Schachspiel lernte sie im Alter von sechs Jahren im Taschkenter Pionierhaus. Trainiert wurde sie zunächst von Larisa Pinchuk (Elo 2194) und Sergey Pinchuk (Elo 2423), später von 1998 bis 2002 vom Internationalen Meister Vladimir Egin (Elo 2410).
Elena Köpke lebt seit 2002 in München und spielt seit 2004 für Deutschland. Köpke ist promovierte Computerlinguistin und mit dem Internationalen Meister Christian Köpke verheiratet.

## Schacherfolge
Elena Köpke ist siebenfache usbekische Mädchenmeisterin. Bei den Weltmeisterschaften der Mädchen belegte sie 1998 in der Altersklasse U 14 in Spanien den fünften und 2000 in der Altersklasse U 16 ebenfalls in Spanien den siebten Platz. Im selben Jahr erreichte sie bei den asiatischen Mädchenmeisterschaften U 20 in Mumbai den fünften Platz und nahm mit der usbekischen Damennationalmannschaft an der Schacholympiade in Istanbul teil, wo sie am dritten Brett 9,5 von 14 Punkten erzielte. 2001 wurde sie Internationale Meisterin der Frauen (WIM) und belegte bei den asiatischen Damenmeisterschaften in Chennai den neunten Rang, der zur Teilnahme an der Weltmeisterschaft berechtigte.
2006 gewann Elena Levushkina die bayerischen Meisterschaften der Jugend U25 und belegte bei den bayerischen Einzelmeisterschaften den dritten Platz. Im Juli 2007 wurde sie Großmeisterin der Frauen (WGM). 2014 gewann sie das 9. Internationale Osteropen in Bad Ragaz. Im Juli 2021 gewann Köpke die deutsche Frauenmeisterschaft.
Elena Köpke spielt seit 2012 für den SC Garching in der 2. Bundesliga und seit 2016 als Gastspielerin für die Schachfreunde Deizisau in der 1. Frauenbundesliga. Vorher spielte sie im allgemeinen Spielbetrieb für den SC Tarrasch 1945 München und in der Frauenbundesliga von 2002 bis 2009 für Weiß-Blau Allianz Leipzig sowie von 2011 bis 2016 für die Schachfreunde 1891 Friedberg, mit denen sie als bestes Ergebnis in der Saison 2012/13 den zweiten Platz erreichte. In der österreichischen 1. Bundesliga spielte sie in der Saison 2011/12 für die Spielgemeinschaft Kufstein / Wörgl, in der österreichischen Frauenbundesliga in der Saison 2019/20 für die Spielgemeinschaft Mayrhofen/Zell/Zillertal.
Mit der usbekischen Frauenmannschaft nahm sie an der Schacholympiade 2000 in Istanbul und der asiatischen Mannschaftsmeisterschaft der Frauen 1999 in Shenyang teil, als Mitglied der deutschen Frauen-Nationalmannschaft nahm sie an der Schacholympiade 2010 in Chanty-Mansijsk sowie der Schacholympiade 2012 in Istanbul teil und erreichte den achten Platz bei der Mannschaftseuropameisterschaft 2011 in Porto Carras.